# Інтерконтиненталь (готель, Київ)
Інтерконтиненталь (англ. InterContinental Kyiv) — п'ятизірковий готель у Києві англійської мережі InterContinental Hotels Group.

## Опис
Готель Інтерконтиненталь був збудований у центрі Києва за адресою Велика Житомирська вулиця, 2а, неподалік Михайлівської площі.
Він був відкритий у 2009 році.
На території готелю регулярно проводяться різноманітні заходи, у тому числі конференції.
На території готелю розташовані ресторан французької кухні «Comme il faut», ресторан італійської й середземноморської кухні «Olivera», панорамний бар-ресторан b-hush, Club InterContinental (бібліотека, їдальня, лаунж-бар, зона відпочинку), бізнес-центр, конференц-зал, SPA-центр, клуб здоров'я, критий басейн, магазин, обмінний пункт, стоянка, автостоянка для людей з інвалідністю.
Усього в готелі 272 номери, включно з номерами Royal Suite (3-кімнатний номер на 10 поверсі готелю площею 150 кв. м) і Presidential Suite (5-кімнатний номер на 9 поверсі з окремим ліфтом, площею 275 кв. м).
У 2021 році відкрито казіно Біліонер.

## Галерея